# Chavanne (Górna Saona)
Chavanne – miejscowość i gmina we Francji, w regionie Burgundia-Franche-Comté, w departamencie Górna Saona.
Według danych na rok 1990 gminę zamieszkiwało 191 osób, a gęstość zaludnienia wynosiła 82 osoby/km² (wśród 1786 gmin Franche-Comté Chavanne plasuje się na 554. miejscu pod względem liczby ludności, natomiast pod względem powierzchni na miejscu 1003.).